# Premier Padel
Il Premier Padel è un circuito professionistico mondiale di padel.

## Storia
Il Premier Padel è stato fondato nel 2022. Il nuovo circuito mondiale si affianca al già noto World Padel Tour, ma la differenza con quest'ultimo è che il Premier Padel è l’unico circuito riconosciuto ufficialmente dalla Federazione Internazionale Padel (FIP), e ha ottenuto il sostegno della Professional Players Association (PPA) e dal Qatar Sports Investments (QSI).
Nell'agosto 2023, QSI ha acquisito e fuso la società operativa World Padel Tour unificando il circuito mondiale, con il nuovo circuito di riferimento, riunendo tutti i migliori giocatori del mondo sotto al circuito Premier Padel. Parallelamente a questa unificazione, dal 2023 il circuito fu ampliato anche con tornei femminili.

## Albo d'oro
Maschile
| Anno | Campioni doppio maschile | Campioni doppio maschile | Campionesse doppio femminile | Campionesse doppio femminile |
| ---- | ------------------------ | ------------------------ | ---------------------------- | ---------------------------- |
| 2022 | Ale Galán                | Juan Lebrón              | -                            | -                            |
| 2023 | Agustín Tapia            | Arturo Coello            | Ariana Sánchez               | Paula Josemaría              |
| 2024 | Agustín Tapia            | Arturo Coello            | Ariana Sánchez               | Paula Josemaría              |
| 2025 | Stagione in corso        | Stagione in corso        | Stagione in corso            | Stagione in corso            |

## Opposizione del World Padel Tour
Il World Padel Tour si è mostrato fin dall'inizio contrario alla nascita di un nuovo circuito, citando in giudizio la federazione internazionale ed imponendo ai propri giocatori di non prenderne parte. Successivamente il tribunale di Madrid respinse il ricorso dichiarando che i giocatori fossero liberi di giocare qualsiasi torneo. Per la stagione 2023 il Premier Padel ha comunicato la volontà di parlare con gli organizzatori del World Padel Tour per esplorare possibili collaborazioni e lavorare insieme sulla crescita del padel mondiale.

## Funzionamento
I tornei del circuito Premier Padel sono di tre tipologie: i quattro Major, i tornei di categoria P1, quelli di categoria P2 più le Finals di fine stagione.

### Tornei Major
I Major, dotati di 525.000 euro di montepremi ciascuno, sono i più importanti (un po' come gli Slam nel tennis) e vedono in gara tutti i giocatori più forti al mondo. Nella stagione inaugurale 2022 sono stati assegnati a Doha, Roma, Parigi, Monterrey.
| Torneo       | Città    | Detentori 2025                          | Prima edizione |
| ------------ | -------- | --------------------------------------- | -------------- |
| Qatar Major  | Doha     | Agustín Tapia Arturo Coello             | 2022           |
| Italy Major  | Roma     | Alejandro Galán Romo Federico Chingotto | 2022           |
| Paris Major  | Parigi   | /                                       | 2022           |
| Mexico Major | Acapulco | /                                       | 2022           |

## Vittorie per giocatore
Maschile
| Giocatore                           | Nº Tornei | Major | P1 | P2 | Tour Finals |
| ----------------------------------- | --------- | ----- | -- | -- | ----------- |
| Arturo Coello                       | 22        | 7     | 11 | 4  |             |
| Agustín Tapia                       | 21        | 6     | 11 | 4  |             |
| Ale Galán                           | 13        | 3     | 7  | 3  |             |
| Juan Lebrón                         | 8         | 2     | 4  | 2  |             |
| Federico Chingotto                  | 7         | 1     | 3  | 3  |             |
| Franco Stupaczuk                    | 5         | 1     | 2  | 2  |             |
| Martín Di Nenno                     | 3         | 2     |    | 1  |             |
| Jorge Nieto                         | 2         |       |    | 1  | 1           |
| Jon Sanz                            | 2         |       |    | 1  | 1           |
| Pablo Lima                          | 2         |       | 2  |    |             |
| Fernando Belasteguín                | 1         | 1     |    |    |             |
| Francisco Navarro                   | 1         | 1     |    |    |             |
| Miguel Yanguas                      | 1         |       |    | 1  |             |
| Francisco Cabeza                    | 1         |       |    | 1  |             |
| Diego García                        | 1         |       |    | 1  |             |
| Aggiornato al P2 di Brusselles 2025 |           |       |    |    |             |

### Femminile
| Giocatore                     | Nº Tornei | Major | P1 | P2 | Tour Finals |
| ----------------------------- | --------- | ----- | -- | -- | ----------- |
| Ariana Sánchez                | 11        | 4     | 5  | 1  | 1           |
| Paula Josemaría               | 11        | 4     | 5  | 1  | 1           |
| Gemma Triay                   | 7         | 2     | 3  | 2  |             |
| Delfina Brea                  | 7         |       | 3  | 4  |             |
| Beatriz González              | 7         |       | 3  | 4  |             |
| Claudia Fernández             | 6         | 1     | 3  | 2  |             |
| Marta Ortega                  | 3         | 1     |    | 2  |             |
| Sofia Araujo                  | 2         |       |    | 2  |             |
| Jéssica Castelló              | 1         |       | 1  |    |             |
| Claudia Jensen                | 1         |       | 1  |    |             |
| Aggiornato alla stagione 2024 |           |       |    |    |             |

## Iniziative per l'uguaglianza di genere
Premier Padel ha annunciato l'intenzione di raggiungere la parità di montepremi tra uomini e donne entro due anni. Sebbene alcuni tornei abbiano ancora differenze nei premi, l'obiettivo è garantire uguaglianza economica tra i sessi.
Dal 2023, tutti i 25 tornei del calendario Premier Padel accolgono indistintamente uomini e donne, offrendo pari opportunità di partecipazione e visibilità.
A partire dal 2025, Premier Padel ha deciso di aumentare il montepremi per le donne nei tornei P2 di €10.000 per ciascun torneo, contribuendo a supportare le giocatrici e a ridurre le disparità economiche.
Per facilitare la partecipazione delle giocatrici alle qualificazioni, l'International Padel Players Association (IPPA) ha deciso di coprire i costi degli hotel per le giocatrici durante le qualificazioni in tutti i tornei, a partire dal P1 di Santiago fino alla fine della stagione 2025.
Nel marzo 2023, oltre 110 delle migliori giocatrici di padel hanno firmato per unirsi al circuito Premier Padel, segnando un momento storico per l'inclusione femminile nel tour globale.

## Premier Padel Tour 2025: la rivoluzione mediatica tra Sky, YouTube e Red Bull TV.
Sky Sport ha rinnovato l'accordo con Premier Padel per trasmettere in diretta tutti i tornei del circuito fino al 2026. Le partite saranno visibili su Sky Sport Tennis (canale 203) per gli abbonati al pacchetto Sky Sport. Inoltre, sarà possibile seguire gli eventi in streaming su NOW, la piattaforma digitale di Sky, accessibile tramite abbonamento.
Per gli appassionati che preferiscono un'opzione gratuita, Premier Padel offre la possibilità di seguire le partite in diretta su Red Bull TV e sul canale ufficiale YouTube di Premier Padel. Le partite saranno trasmesse gratuitamente fino agli ottavi di finale su YouTube, mentre le fasi successive, inclusi quarti, semifinali e finali, saranno disponibili su Red Bull TV. Queste piattaforme offrono una copertura globale e accessibile senza necessità di abbonamento
In Italia, anche SuperTennis TV (canale 64 del digitale terrestre) offrirà la copertura delle fasi finali del Premier Padel Tour 2025, garantendo agli appassionati italiani la possibilità di seguire il torneo gratuitamente.
Per una fruizione più flessibile, è possibile seguire gli eventi tramite l'app Red Bull TV, disponibile su dispositivi iOS, Android, Amazon Fire TV, Apple TV e altre piattaforme di streaming. Questa opzione consente agli utenti di guardare le partite in movimento, offrendo un'esperienza di visione comoda e accessibile.
Sky Sport arricchirà la copertura del Premier Padel Tour con "This Is Padel", una rubrica quindicinale condotta da Alessandro Lupi. Il programma offrirà approfondimenti, interviste e reportage sul mondo del padel, portando gli spettatori dietro le quinte del circuito e approfondendo le storie dei protagonisti. 